# Freqüència extremadament alta
| Freqüència extremadament alta (EHF) |
| ----------------------------------- |
| Cicles per segon: 30 a 300 GHz      |
| Longitud d'ona: 10 a 1 mm           |

Freqüència extremadament alta o EHF (de l'anglès extremely high frequency) és la banda de freqüències més alta de la gamma de les radiofreqüències. Comprèn les freqüències de 30 a 300 gigahertz. Aquesta banda té una longitud d'ona d'un a deu mil·límetres, per la qual cosa també se li dona el nom de banda o ona mil·limètrica.

## Aplicacions
S'utilitza comunament en radioastronomia. També és d'utilitat per a sistemes de radar d'alta resolució.